# جولیان مک‌نامارا
جولیان مک‌نامارا (به انگلیسی: Julianne McNamara) ژیمناست زادهٔ ۱۱ اکتبر ۱۹۶۵ میلادی اهل کشور ایالات متحده آمریکا است.